# Rodrigo Paz Pereira
Rodrigo Paz Pereira (Santiago de Compostela, 22 de setembro de 1967) é um político boliviano que ocupa o cargo de senador por Tarija desde 2020. Membro da Comunidade Cívica, é líder do grupo cívico Primeiro o Povo — principal parceiro da aliança em Tarija — desde 2019. Como membro da Unidos para Renovar, foi prefeito de Tarija de 2015 a 2020 e presidente do Conselho Municipal de Tarija de 2010 a 2015. Antes disso, foi membro uninominal da Câmara dos Deputados por Tarija, representando o distrito eleitoral 46 de 2005 a 2010 e o distrito eleitoral 49 de 2002 a 2006, em nome do Movimento da Esquerda Revolucionária, partido de seu pai, o ex-presidente Jaime Paz Zamora.

## Início da vida e carreira

### Infância e educação
Rodrigo Paz Pereira nasceu em 22 de setembro de 1967 em Santiago de Compostela, Espanha, filho primogênito de Carmen Pereira Carballo e Jaime Paz Zamora, fundador e líder do Movimento de Esquerda Revolucionária (MIR), futuro vice-presidente (1982-1984) e futuro presidente (1989-1993). Paz passou a infância e a adolescência em exílio político, consequência da atividade política de seu pai durante as ditaduras militares da década de 1970 e início da década de 1980. Ele estudou em várias escolas jesuítas em diversos países e, quando a democracia foi restaurada na Bolívia, frequentou a Escola San Ignacio, em La Paz. Mais tarde, Paz estudou na American University, em Washington, D.C., onde se formou em Relações Internacionais com especialização em Economia e mestrado em Gestão Política. Durante a presidência de Hugo Banzer — cujo governo era apoiado pelo MIR —, trabalhou como adido comercial na embaixada da Bolívia na Espanha e atuou como encarregado de negócios na Organização Mundial do Comércio.

### Carreira política
Junto com seu irmão, Jaime Paz Pereira, ele era um dos chamados “herdeiros políticos” do país, um grupo de jovens estadistas cujas carreiras políticas foram facilitadas por suas conexões com os líderes partidários mais proeminentes do país. Nas eleições gerais de 2002, o MIR nomeou Paz como seu candidato por Tarija na circunscrição 49 (Avilés-Méndez), um importante reduto de apoio ao partido. Vencendo com uma maioria confortável, foi eleito para representar o distrito no Congresso Nacional de 2002-2007. Embora os significativos conflitos sociais da época tenham culminado no colapso do sistema partidário tradicional, a carreira política já consolidada de Paz sobreviveu. Quando o mandato legislativo foi encurtado em dois anos, ele foi apresentado por um MIR enfraquecido como seu candidato por Tarija na circunscrição 46 (Cercado) para as eleições gerais de 2005, em aliança com o Poder Social Democrático de Jorge Quiroga.
Paz foi nomeado candidato do Partido Democrata Cristão à presidência nas eleições gerais bolivianas de 2025.

## Prefeito de Tarija
Em 2006, a incapacidade do MIR de atingir o limite mínimo de 2% dos votos nas eleições para a assembleia constituinte desse ano levou à perda do seu registro nacional. Com isso, Paz passou a integrar as fileiras da Unidos para Renovar (UNIR), liderada pelo ex-Mirista e prefeito de Tarija, Oscar Montes. Nas eleições regionais de 2010, ele encabeçou a lista de vereadores da UNIR em Tarija, apoiando a candidatura de Montes a um terceiro mandato como prefeito. De 2010 a 2015, ele atuou sob o comando de Montes como presidente do Conselho Municipal de Tarija e foi indicado para suceder Montes como candidato a prefeito da UNIR nas eleições regionais de 2015. Paz venceu a disputa com quase 60% dos votos da cidade.
Na sua tomada de posse como prefeito, em 30 de maio de 2015, Montes destacou que “foi o MIR, depois a UNIR, que governou Tarija por vinte anos consecutivos”. No entanto, o projeto político de Paz, focado em “resgatar a grande raiz mirista” do partido de seu pai, acabou por resultar na ruptura da sua aliança com Montes e na sua saída da UNIR apenas um ano após o início do seu mandato, sob acusações de que estava a tentar "destruir a UNIR para estruturar o Movimento Revolucionário de Esquerda". O ápice do projeto político de Paz foi em 3 de abril de 2019, com a criação do grupo cívico Primeiro o Povo (Primero la Gente; PG). Com ele na liderança, o PG tinha como objetivo juntar setores municipais e departamentais numa aliança política cuja “ideologia é o povo”.
Após a crise política de 2019, o mandato de Paz como prefeito foi prorrogado por mais um ano. No entanto, ele encurtou seu mandato ao apresentar sua renúncia em 20 de outubro de 2020 para assumir o cargo na Assembleia Legislativa Plurinacional. Após quatro dias de debate, o Conselho Municipal votou pela aceitação da renúncia de Paz e elegeu seu presidente, Alfonso Lema, como seu sucessor.
Em 2024, o Ministério Público Departamental de Tarija acusou formalmente Paz de supostas irregularidades relacionadas à Ponte 4 de Julho, uma obra pública concedida durante seu mandato como prefeito. A ponte — agora amplamente conhecida como “Ponte Milionária” (Puente Millonario) — foi contratada por 73,2 milhões de bolivianos em 2018, durante a administração de Paz, mas foi concluída vários anos depois, quando ele já não estava mais no cargo. O caso foi levado adiante após uma denúncia do atual prefeito Jhonny Torres e está sendo julgado pelo Quarto Tribunal Anticorrupção de Tarija.

## Câmara dos Senadores

### Eleições
Nas eleições gerais de 2019, o PG assinou uma aliança com o Partido Democrata Cristão (PDC), que apresentou o pai de Paz, o ex-presidente Jaime Paz Zamora, como seu candidato à presidência. No entanto, pouco tempo depois, Paz Zamora retirou sua candidatura devido a divergências internas com o PDC, levando Paz a transferir seu apoio para Carlos Mesa, da Comunidade Cívica (CC). Em 3 de fevereiro de 2020, o PG finalizou uma aliança com o CC, apresentando Paz como candidato da coalizão ao primeiro senado por Tarija.

### Posse
Durante seu mandato, Paz foi um defensor ferrenho da reforma do censo, tendo em vista o processo previsto para o final de 2022. Em janeiro daquele ano, Paz apresentou um projeto de lei para criar Institutos Departamentais de Estatística (IDEs), com o objetivo de gerar informações estatísticas departamentais, municipais e regionais. Se aprovada, a legislação teria descentralizado o processo censitário — supervisionado pelo Instituto Nacional de Estatística (INE) —, o que, segundo Paz, tornaria o censo de 2022 “um censo do povo”. Paz também criticou a falta de transparência sobre os preparativos e atividades em andamento para a realização do censo. Em 7 de fevereiro, o grupo do CC entregou uma petição ao Ministério do Planejamento do Desenvolvimento solicitando um relatório sobre as atividades planejadas. No início de março, o CC observou que ainda não havia recebido resposta. Diante da impossibilidade de criar IDEs devido à falta de tempo para estabelecer tais instituições, Paz também propôs a formação de comitês interinstitucionais de monitoramento compostos por governos estaduais, municípios, universidades, câmaras regionais, organizações sociais e outros grupos relevantes para garantir a transparência do processo.

#### Atribuições de comissão
- Diretiva da Câmara dos Senadores (Segundo Vice-Presidente do Senado; 4 de novembro de 2020 – 4 de novembro de 2021)[26]
- Comissão das Nações e Povos Indígenas Rurais, Culturas e Interculturalidade (Presidente; 10 de novembro de 2021–presente)[27]

## Links externos
- Perfil do Senado Câmara dos Senadores (em castelhano) .